# Ischnochiton viridulus
Ischnochiton viridulus är en blötdjursart som först beskrevs av Gould 1846.  Ischnochiton viridulus ingår i släktet Ischnochiton och familjen Ischnochitonidae. Inga underarter finns listade i Catalogue of Life.